# Virtus Pallacanestro Bologna 2019-2020
Questa voce raccoglie le informazioni riguardanti la Virtus Pallacanestro Bologna nelle competizioni ufficiali della stagione 2019-2020.

## Stagione
La stagione 2019-2020 della Virtus Pallacanestro Bologna sponsorizzata Segafredo, è l'81ª nel massimo campionato italiano di pallacanestro, la Serie A.

## Roster
Aggiornato al 26 luglio 2019.
| Segafredo Virtus Bologna 2019-20 | Segafredo Virtus Bologna 2019-20 |
| Giocatori                        | Staff tecnico                    |
| -------------------------------- | -------------------------------- |

| N. | Naz.                                     | Ruolo | Nome                    | Anno | Alt.   | Peso   |  |
| -- | ---------------------------------------- | ----- | ----------------------- | ---- | ------ | ------ |  |
| 0  | Stati Uniti (bandiera)                   | G     | Frank Gaines            | 1990 | 191 cm | 88 kg  |  |
| 1  | Italia (bandiera)                        | P     | Lorenzo Deri            | 2001 | 188 cm | 74 kg  |  |
| 2  | Stati Uniti (bandiera)                   | GA    | Devyn Marble            | 1992 | 198 cm | 91 kg  |  |
| 6  | Italia (bandiera)                        | P     | Alessandro Pajola       | 1999 | 194 cm | 83 kg  |  |
| 8  | Italia (bandiera)                        | AC    | Filippo Baldi Rossi (C) | 1991 | 207 cm | 97 kg  |  |
| 9  | Serbia (bandiera)                        | P     | Stefan Marković         | 1988 | 199 cm | 98 kg  |  |
| 11 | Italia (bandiera)                        | AG    | Giampaolo Ricci         | 1991 | 201 cm | 102 kg |  |
| 16 | Argentina (bandiera) · Italia (bandiera) | C     | Marcos Delía            | 1992 | 209 cm | 111 kg |  |
| 25 | Italia (bandiera)                        | PG    | David Cournooh          | 1990 | 187 cm | 83 kg  |  |
| 32 | Stati Uniti (bandiera)                   | AC    | Vince Hunter            | 1994 | 203 cm | 98 kg  |  |
| 34 | Stati Uniti (bandiera)                   | AP    | Kyle Weems              | 1989 | 198 cm | 100 kg |  |
| 35 | Serbia (bandiera) · Italia (bandiera)    | AG    | Stefan Nikolić          | 1997 | 203 cm | 95 kg  |  |
| 44 | Serbia (bandiera)                        | P     | Miloš Teodosić          | 1987 | 196 cm | 89 kg  |  |
| 45 | Stati Uniti (bandiera)                   | C     | Julian Gamble           | 1989 | 208 cm | 114 kg |  |
| -  | Italia (bandiera)                        | G     | Manuele Solaroli        | 2002 | 193 cm | 78 kg  |  |

| Allenatore |
| - Aleksandar Đorđević                                                                                         |
| Assistente/i                                                                                                  |
| - Goran Bjedov - Christian Fedrigo - Mattia Largo Legenda - (C) Capitano - (IN) Inattivo - Infortunato Roster |

## Mercato

### Sessione estiva
| Acquisti | Acquisti         | Acquisti            | Acquisti      | Acquisti |
| R.       | Nome             | da                  | Modalità      |          |
| -------- | ---------------- | ------------------- | ------------- | -------- |
| P        | Miloš Teodosić   | Free agent          | definitivo    |          |
| AG       | Stefan Nikolić   | Amici Pall. Udinese | definitivo    |          |
| AG       | Giampaolo Ricci  | Vanoli Cremona      | definitivo    |          |
| AP       | Kyle Weems       | Tofaş Bursa         | definitivo    |          |
| G        | Frank Gaines     | Pall. Cantù         | definitivo    |          |
| AC       | Vince Hunter     | AEK Atene           | definitivo    |          |
| C        | Julian Gamble    | Nanterre 92         | definitivo    |          |
| P        | Stefan Marković  | Chimki              | definitivo    |          |
| PG       | Roberto Chessari | Orlandina           | fine prestito |          |

| Cessioni | Cessioni               | Cessioni          | Cessioni         | Cessioni |
| R.       | Nome                   | a                 | Modalità         |          |
| -------- | ---------------------- | ----------------- | ---------------- | -------- |
| ALL      | Stefano Sacripanti     | Free agent        | fine contratto   |          |
| ALL      | Giulio Griccioli       | Scafati Basket    | fine contratto   |          |
| AP       | Kelvin Martin          | N.B. Brindisi     | fine contratto   |          |
| PG       | Kevin Punter           | Olympiakos        | fine contratto   |          |
| C        | Gora Camara            | Junior Casale     | prestito         |          |
| P        | Alessandro Cappelletti | Basket Torino     | fine contratto   |          |
| C        | Matteo Berti           | Pod. Montegranaro | prestito         |          |
| AG       | Amath M'Baye           | Karşıyaka         | fine contratto   |          |
| C        | Dejan Kravić           | Obradoiro         | fine contratto   |          |
| P        | Tony Taylor            | Karşıyaka         | fine contratto   |          |
| C        | Brian Qvale            | Shimane S. Magic  | fine contratto   |          |
| G        | Mikk Jurkatamm         | Basket Ravenna    | rinnovo prestito |          |
| G        | Roberto Chessari       | Basket Scauri     | prestito         |          |
| GA       | Pietro Aradori         | Fortitudo Bologna | rescissione      |          |
| C        | Yanick Moreira         | Free agent        | fine contratto   |          |
| P        | Mario Chalmers         | Free agent        | fine contratto   |          |

### Dopo l'inizio della stagione
| Acquisti | Acquisti     | Acquisti      | Acquisti        | Acquisti   |
| R.       | Nome         | da            | Data            | Modalità   |
| -------- | ------------ | ------------- | --------------- | ---------- |
| C        | Marcos Delía | Fuerza Regia  | 3 ottobre 2019  | definitivo |
| GA       | Devyn Marble | S.C. Warriors | 21 gennaio 2020 | definitivo |

| Cessioni | Cessioni | Cessioni | Cessioni | Cessioni |
| R.       | Nome     | a        | Data     | Modalità |
| -------- | -------- | -------- | -------- | -------- |